# Налдвейк
Налдвейк (нидерл. Naaldwijk [ˈnaːltʋɛi̯k]) — нидерландский городок в провинции Южная Голландия. Является частью муниципалитета Вестланд и лежит в десяти километрах к югу от Гааги.
Налдвейк — центр муниципалитета. Население городка и прилегающих районов чуть больше 17 тысяч человек.

## «Цитадель»
Налдвейк расположен на территории польдера и периодически подтопляется. В связи с этим, в нём началась реализация проекта New Water, в рамках которого предполагается возвести около 1200 объектов жилья, которые вместе с инфраструктурой будут подниматься вместе с повышающимся уровнем воды. Кроме того, комплекс будет использовать водные ресурсы, экономя до четверти расходуемой электроэнергии. Первая очередь строительства — комплекс из 60 элитных апартаментов «Цитадель» — должна быть сдана в 2010 году.